# Henry Bieber
Henry Bieber (* 30. Oktober 1811 in Hamburg; † 31. Mai 1882 in Ekritten bei Königsberg) war ein deutscher Gutsbesitzer in Tatenberg.

## Leben
Henry Bieber war ein Sohn des Kaufmanns Frans Detlof Bieber (1763–1845) und dessen Ehefrau Barbara Sophie, geborene von Borstel (1772–1835). Er übernahm von seinem Vater einen Hof, den dieser 1804 in Tatenberg bei Hamburg erworben hatte. Dort war Bieber von 1860 bis 1872 Vogt, ab 1873 Vorsitzender des Gemeindevorstands und zugleich Deichvogt. Von 1863 bis 1882 fungierte er als Steuerschätzungsbürger für das Landgebiet und war 1870 außerordentliches Zivilmitglied der Kreisersatzkommission des Aushebungsbezirks Hamburg. Er war Gründungsmitglied des 1857 gegründeten landwirtschaftlichen Vereins und von 1858 bis 1882 dessen Vorsitzender. Von 1868 bis 1877 gehörte er dem Vorstand der Patriotischen Gesellschaft an.
Als Vertreter der Landherrenschaft der Marschlande war Bieber 1848 und 1849 Mitglied der Hamburger Konstituante und gehörte dem Ausschuss für Gemeindeordnung und Ordnung der Verhältnisse des Amts Ritzebüttel an. 
Bieber war von 1859 bis 1882 Mitglied der Hamburgischen Bürgerschaft und saß von 1859 bis 1865 im Bürgerausschuss.
Henry Bieber heiratete 1850 Julie Heymann (1819–1890), sie hatten zwei Söhne. Der Sohn Henry Christian (* 1851) übernahm das väterliche Gut und wurde Mitglied der Hamburgischen Bürgerschaft und der Sohn Theodor (* 1853) war Kaufmann in Hongkong und Shanghai, bevor er sich als solcher in Hamburg etablierte.